# Søren Vestergaard Mikkelsen
 Der er for få eller ingen kildehenvisninger i denne artikel, hvilket er et problem. Du kan hjælpe ved at angive troværdige kilder til de påstande, som fremføres i artiklen.

Søren Vestergaard Mikkelsen (født 17. februar 1949 i Rønne,[kilde mangler] død 27. november 2024) var en dansk/grønlandsk forfatter af 150 lærebøger, dramatiker og skolemand.
Han blev lærer fra Jonstrup Statsseminarium i 1972 og stiftede samme år Sørens Værtshus i Snogebæk. Han begyndte at skrive og arbejdede på Danmarks Lærerhøjskole, til han i 1977 flyttede til Grønland.
I 1989 blev han direktør i Eskimo Management ApS, solgte kunstindustri og var konsulent/ideudvikler inden for skolevæsenet. Skuespilleren Flemming Jensen debuterede på Sørens Værtshus og skrev i forordet til 1. bind af Mikkelsens erindringer: Søren Vestergaard Mikkelsen; denne besynderlige blanding af en charlatan og et varmt eftertænksomt menneske fortæller om de år, han har ladet livet komme til sig. Han passer til landet og de dejlige mennesker, der befolker det.
Søren Vestergaard Mikkelsen skrev bl.a.:
- Øjeblikke fra et liv på tålt ophold, 2012
- Hjem, 2013
- Minderne har man da lov at have, 2014

## Privat
Han var gift med Louise, som han havde to sønner med.